# 2016年Billboard Japan Hot 100シングル1位の一覧

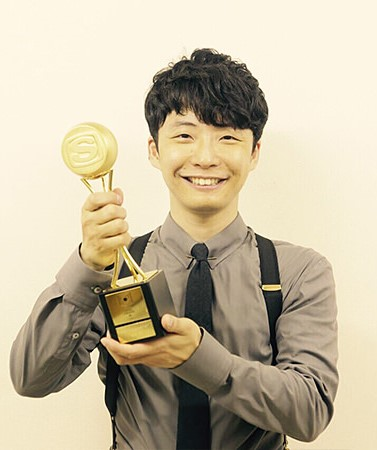
星野源（写真）の「恋」は、10月から12月にかけ通算5週間に渡って2016年のJapan Hot 100チャートで首位を獲得した。同年間チャートでも第3位を記録している。

以下は、2016年のBillboard Japan Hot 100チャートシングル1位の一覧である。Billboard Japan Hot 100（以下Japan Hot 100）は、日本におけるシングルのヒットをランク付けした音楽チャートの一つである。Japan Hot 100は、CDセールスのみでは捉えられない世間のヒット感覚をチャートに反映させるため、CDセールスに加えてデジタルセールス、ストリーミング、動画再生回数、ラジオ・エアプレイ、ルックアップ、ツイート数からなる7つのデータを複合した総合チャートとして公開されている。
2016年は、48曲がJapan Hot 100において首位を獲得している。特に星野源の「恋」は、2016年だけで5週間にわたり首位を記録。翌年2017年のJapan Hot 100においても首位を記録し続け、2017年2月時点で7週連続、通算11週間にわたってチャート首位を記録している。2016年のJapan Hot 100年間チャートでも第3位を記録している。RADWIMPSは、映画『君の名は。』の映画音楽として使用された「前前前世」が週間1位を獲得。週間チャートこそ1週のみの首位に留まったが、年間ベースではポイントを積み上げ、同年間チャートで第2位を記録している。AKB48は、「君はメロディー」、「翼はいらない」、「LOVE TRIP」、「ハイテンション」の4曲が2016年のJapan Hot 100首位を獲得している。特に「翼はいらない」は『AKB48 45thシングル選抜総選挙』の投票券がCD盤『翼はいらない』に封入された影響もあり、発売初週のみでサウンドスキャンジャパン調べで241.7万枚を売上、CDセールスが牽引する形で年間チャートにおいても第1位を記録した。
その他週間1位を獲得した楽曲としては、5月に首位を記録した嵐「I seek」が年間チャートで16位を記録。乃木坂46は2016年に「ハルジオンが咲く頃」、「裸足でSummer」、「サヨナラの意味」の3曲を週間チャート首位に送り込み、年間チャートでも「ハルジオンが咲く頃」が19位、「裸足でSummer」が15位、「サヨナラの意味」が13位となった。1月に首位を記録した西野カナの「トリセツ」は年間チャートでも11位を記録した他、ピコ太郎の「PPAP ペンパイナッポーアッポーペン」は、YouTubeから生まれたヒットとして11月に週間チャート首位を獲得し、年間チャートにおいても第6位を記録。米ビルボードによる全米シングルチャートBillboard Hot 100でも「PPAP」は週間77位を記録している。欅坂46は、「サイレントマジョリティー」、「世界には愛しかない」、「二人セゾン」の3曲をJapan Hot 100チャートに週間首位として送り込んでいる。特に「サイレントマジョリティー」は他のアイドルとは一線を画したメッセージ性の強い歌詞とダンスが注目を浴び、年間チャートでも10位を記録する大ヒットとなり、多くの記録を生み出した。

## チャート遍歴
| 2016年年間チャート首位のシングル | 2016年年間チャート首位のシングル |

| 日付       | 曲名                                  | アーティスト名                                     | 出典   |
| ---------- | ------------------------------------- | -------------------------------------------------- | ------ |
| 1月4日付   | 「クリスマスソング」                  | back number                                        | [ 8 ]  |
| 1月11日付  | 「トリセツ」                          | 西野カナ                                           | [ 9 ]  |
| 1月18日付  | 「BOYMEN NINJA」                      | BOYS AND MEN                                       | [ 10 ] |
| 1月25日付  | 「羽」                                | 稲葉浩志                                           | [ 11 ] |
| 2月1日付   | 「ヒカリノシズク」                    | NEWS                                               | [ 12 ] |
| 2月8日付   | 「AGEHA」                             | GENERATIONS from EXILE TRIBE                       | [ 13 ] |
| 2月15日付  | 「Wanna be!」                         | BOYS AND MEN                                       | [ 14 ] |
| 2月22日付  | 「TRAGEDY」                           | KAT-TUN                                            | [ 15 ] |
| 2月29日付  | 「明日への手紙」                      | 手嶌葵                                             | [ 16 ] |
| 3月7日付   | 「復活LOVE」                          | 嵐                                                 | [ 17 ] |
| 3月14日付  | 「UNLOCK」                            | KAT-TUN                                            | [ 18 ] |
| 3月21日付  | 「君はメロディー」                    | AKB48                                              | [ 19 ] |
| 3月28日付  | 「Gravity」                           | Kis-My-Ft2                                         | [ 20 ] |
| 4月4日付   | 「ハルジオンが咲く頃」                | 乃木坂46                                           | [ 21 ] |
| 4月11日付  | 「チキンLINE」                        | SKE48                                              | [ 22 ] |
| 4月18日付  | 「サイレントマジョリティー」          | 欅坂46                                             | [ 23 ] |
| 4月25日付  | 「74億分の1の君へ」                   | HKT48                                              | [ 24 ] |
| 5月2日付   | 「逆転Winner」                        | ジャニーズWEST                                     | [ 25 ] |
| 5月9日付   | 「甘噛み姫」                          | NMB48                                              | [ 26 ] |
| 5月16日付  | 「勝利の日まで」                      | Sexy Zone                                          | [ 27 ] |
| 5月23日付  | 「真剣SUNSHINE」                      | Hey! Say! JUMP                                     | [ 28 ] |
| 5月30日付  | 「I seek」                            | 嵐                                                 | [ 29 ] |
| 6月6日付   | 「僕の名前を」                        | back number                                        | [ 30 ] |
| 6月13日付  | 「翼はいらない」                      | AKB48                                              | [ 31 ] |
| 6月20日付  | 「Beautiful World」                   | V6                                                 | [ 32 ] |
| 6月27日付  | 「L.U.V」                             | BTOB                                               | [ 33 ] |
| 7月4日付   | 「ハイファイ☆デイズ」                 | 佐々木千枝、龍崎薫、赤城みりあ、市原仁奈、櫻井桃華 | [ 34 ] |
| 7月11日付  | 「涙」                                | GENERATIONS from EXILE TRIBE                       | [ 35 ] |
| 7月18日付  | 「罪と夏」                            | 関ジャニ∞                                          | [ 36 ] |
| 7月25日付  | 「恋を知らない君へ」                  | NEWS                                               | [ 37 ] |
| 8月1日付   | 「薔薇と太陽」                        | KinKi Kids                                         | [ 38 ] |
| 8月8日付   | 「裸足でSummer」                      | 乃木坂46                                           | [ 39 ] |
| 8月15日付  | 「僕はいない」                        | NMB48                                              | [ 40 ] |
| 8月22日付  | 「世界には愛しかない」                | 欅坂46                                             | [ 41 ] |
| 8月29日付  | 「金の愛、銀の愛」                    | SKE48                                              | [ 42 ] |
| 9月5日付   | 「Sha la la☆Summer Time」             | Kis-My-Ft2                                         | [ 43 ] |
| 9月12日付  | 「LOVE TRIP」                         | AKB48                                              | [ 44 ] |
| 9月19日付  | 「最高かよ」                          | HKT48                                              | [ 45 ] |
| 9月26日付  | 「Power of the Paradise」             | 嵐                                                 | [ 46 ] |
| 10月3日付  | 「前前前世」                          | RADWIMPS                                           | [ 47 ] |
| 10月10日付 | 「DUMB & DUMBER」                     | iKON                                               | [ 48 ] |
| 10月17日付 | 「Another Starting Line」             | Hi-STANDARD                                        | [ 49 ] |
| 10月24日付 | 「恋」                                | 星野源                                             | [ 50 ] |
| 10月31日付 | 「恋」                                | 星野源                                             | [ 51 ] |
| 11月7日付  | 「Fantastic Time」                    | Hey! Say! JUMP                                     | [ 52 ] |
| 11月14日付 | 「PPAP ペンパイナッポーアッポーペン」 | ピコ太郎                                           | [ 53 ] |
| 11月21日付 | 「サヨナラの意味」                    | 乃木坂46                                           | [ 54 ] |
| 11月28日付 | 「ハイテンション」                    | AKB48                                              | [ 55 ] |
| 12月5日付  | 「恋」                                | 星野源                                             | [ 56 ] |
| 12月12日付 | 「二人セゾン」                        | 欅坂46                                             | [ 57 ] |
| 12月19日付 | 「恋」                                | 星野源                                             | [ 58 ] |
| 12月26日付 | 「恋」                                | 星野源                                             | [ 59 ] |

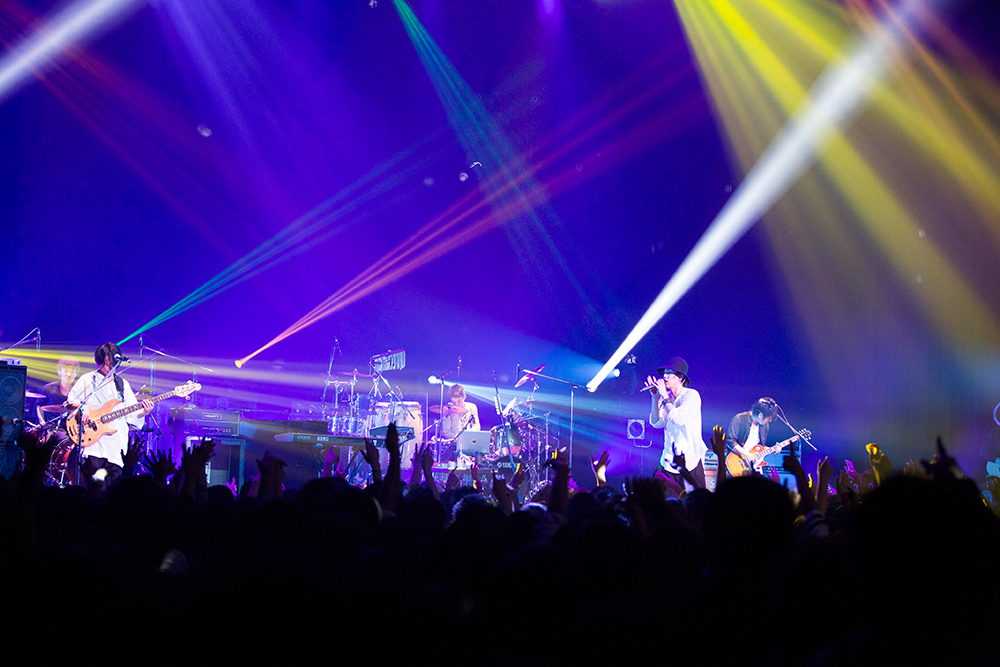
RADWIMPS（写真）は、映画『君の名は。』の映画音楽として使用された「前前前世」が週間1位を獲得。同年間チャートでは第2位を記録している。

- 備考：チャートの日付は、チャートの公開日ではない。例えば2016年1月4日付のチャートは2015年12月30日に先行して公開されている[8]。